# Junta de estanqueidad

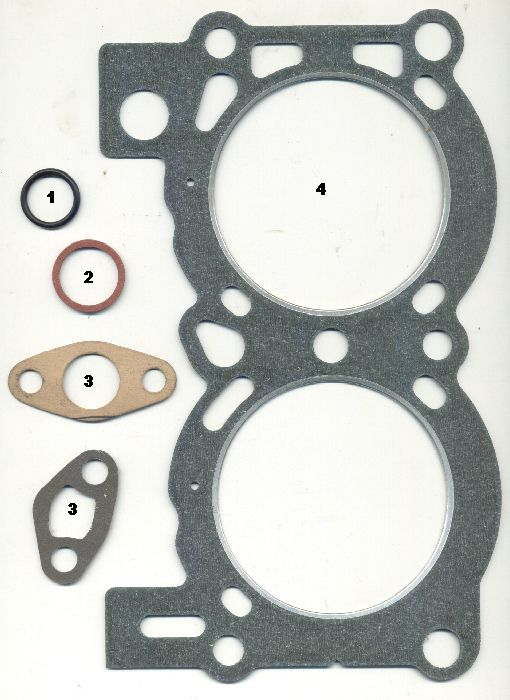
Juego de juntas de estanqueidad.

Se denomina junta mecánica, junta de estanqueidad, empaque o empaquetadura a unos componentes de material adaptable que sirve para sellar bien la unión de las caras mecanizadas de los elementos de cierre de las cajas de transmisiones y genéricamente en cualquier elemento hidráulico y/o neumático, que llevan lubricante en su interior. Estas evitan que haya fuga de lubricante, o fluido a estanqueizar, hacia el exterior por algún pequeño defecto en el mecanizado y de las zonas de cierre u otros mecanismos que tengan presión interna como motores de explosión o compresores.
Una junta es de un material deformable, que permite crear un sello estático y mantener dicho sello bajo las condiciones operativas del conjunto mecánico.
Las juntas ahorran dinero en el mecanizado de las superficies de unión porque no hace necesario que sea totalmente exacto su acoplamiento, ya que la junta corrige los posibles fallos que existan en el mecanizado.
La junta de estanqueidad más significativa que existe es la que se interpone en la unión entre el bloque de cilindros de un motor de explosión y la culata del mismo, debido a las altas temperaturas y presiones que soporta.
El material de las juntas puede ser: caucho, silicona, metal blando, corcho, fieltro, fibra de vidrio o un polímero plástico (policlorotrifluoroetileno). Las juntas para los usos específicos pueden contener asbesto.

## Propiedades

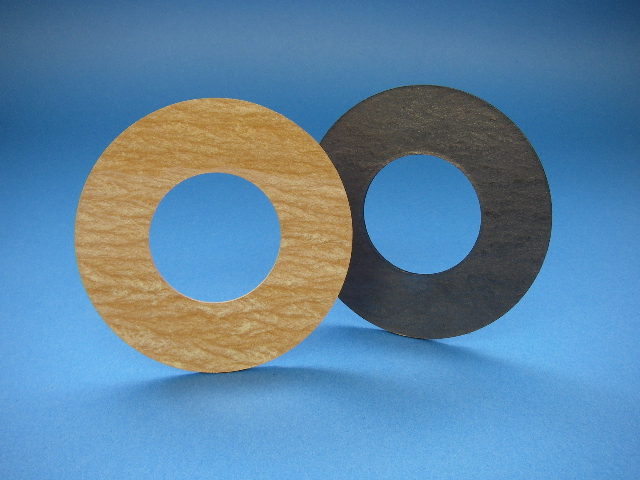
Junta de fibra comprimida.

Las juntas suelen estar hechas de un material plano, una lámina como papel, caucho, silicona, metal, corcho, fieltro, neopreno, caucho de nitrilo, fibra de vidrio, politetrafluoroetileno (también conocido como PTFE o teflón) o un plástico polímero (como el policlorotrifluoroetileno).

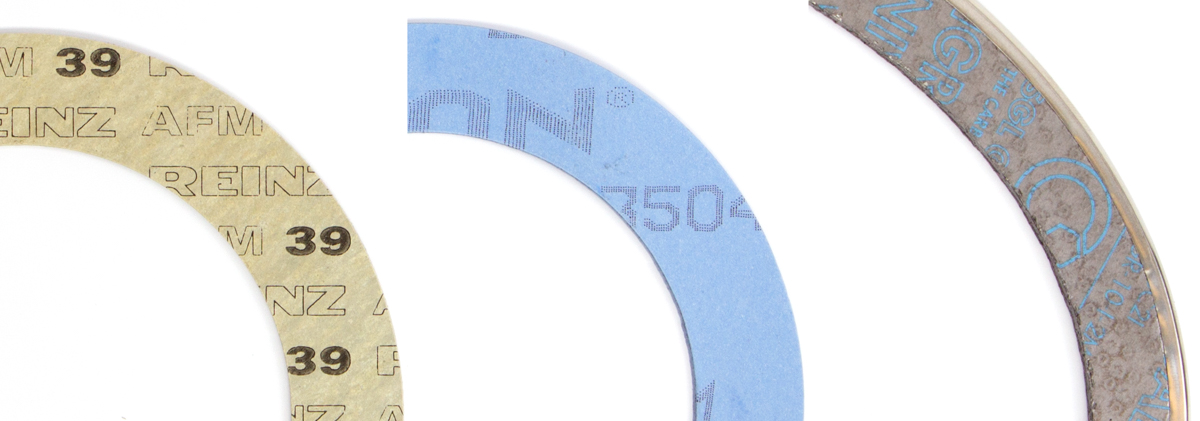
Juntas planas fabricadas con varios materiales base (de izquierda a derecha) junta de fibra, junta plana de PTFE y junta plana de grafito con revestimiento metálico externo (abocardado).

Una de las propiedades más deseables de una junta eficaz en aplicaciones industriales para el material de junta de fibra comprimida es la capacidad de soportar altas cargas de compresión. La mayoría de las aplicaciones industriales de juntas implican que los tornillos ejerzan una compresión muy superior a los 14 MPa (2000 psi). En general, hay varias trecomendaciones que permiten un mejor rendimiento de las juntas. Una de las más probadas es: "Cuanto más carga de compresión se ejerza sobre la junta, más durará".
Hay varias formas de medir la capacidad de un material de junta para soportar la carga de compresión. La "prueba de compresión en caliente" es probablemente la más aceptada de estas pruebas. La mayoría de los fabricantes de materiales de juntas proporcionan o publican los resultados de estas pruebas.

### Diseño de las juntas

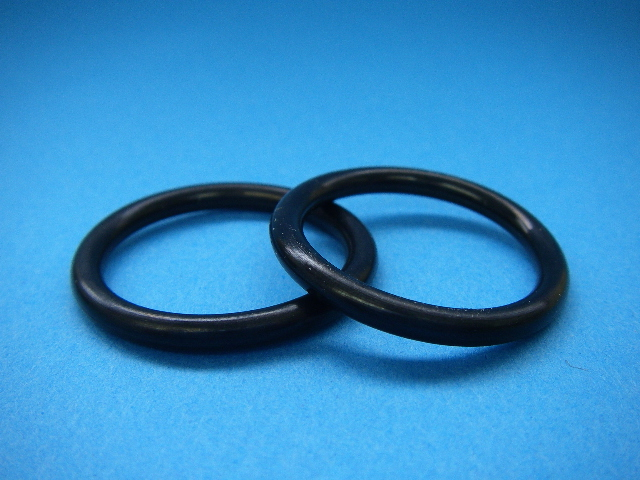
Dos juntas tóricas.

Las juntas vienen en muchos diseños diferentes basados en el uso industrial, el presupuesto, el contacto químico y los parámetros físicos:

### Juntas de lámina

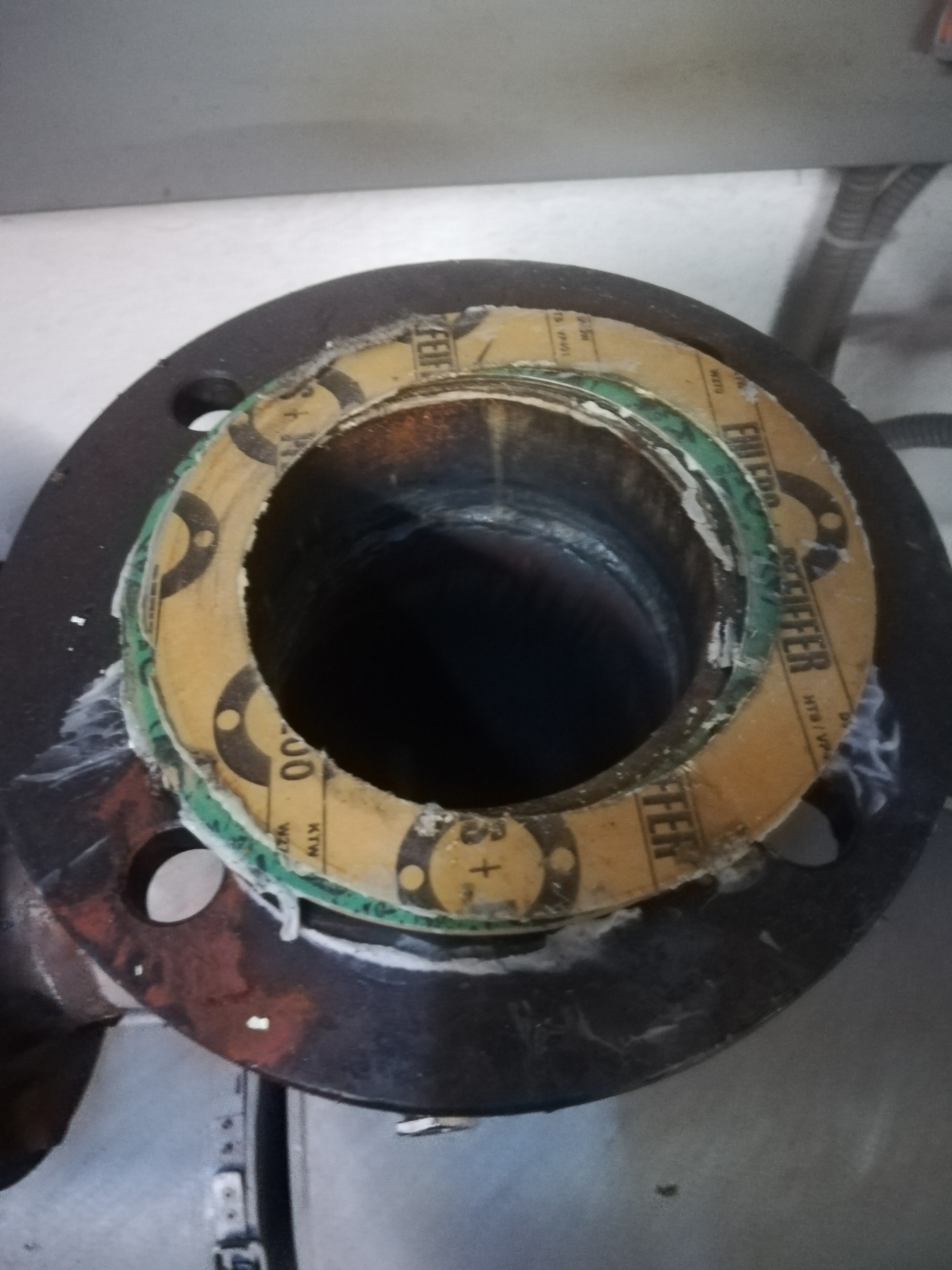
Junta que contiene amianto blanco, desmontada durante un proyecto de rehabilitación en Alemania. Las piezas que contienen amianto deben desmantelarse y eliminarse con cuidados especiales, en este caso siguiendo la guía técnica BAuA TRGS 519 para la manipulación del amianto durante los trabajos de demolición, reconstrucción o mantenimiento.

Las juntas se pueden fabricar mediante perforación de la forma deseada a partir de una lámina de material plano y fino, lo que da lugar a una junta de lámina. Las juntas de lámina son rápidas y baratas de producir, y pueden fabricarse a partir de diversos materiales, entre ellos materiales fibrosos y grafito mate (y en el pasado, amianto comprimido). Estas juntas pueden cumplir diferentes requisitos químicos en función de la Inercia química del material utilizado. Las láminas de juntas sin amianto son duraderas, de múltiples materiales y de gran espesor. Ejemplos de materiales son los cauchos minerales, de carbono o sintéticos como EPDM, nitrilo, neopreno, natural, inserción SBR - cada uno de los cuales tiene propiedades únicas adecuadas para diferentes aplicaciones. Las aplicaciones que utilizan juntas de lámina implican ácidos, productos químicos corrosivos, vapor o cáusticos suaves. La flexibilidad y la buena recuperación evitan la rotura durante la instalación de una junta de lámina.

### Juntas de material sólido
La idea detrás del material sólido es utilizar metales que no pueden ser perforados en láminas pero que siguen siendo baratos de producir. Estas juntas suelen tener un nivel de control de calidad mucho más alto que las juntas de chapa y generalmente pueden soportar temperaturas y presiones mucho más altas. El principal inconveniente es que un metal sólido debe comprimirse mucho para quedar a ras de la cabeza de la brida y evitar las fugas. La elección del material es más difícil; como se utilizan principalmente metales, la contaminación del proceso y la oxidación son riesgos. Un inconveniente adicional es que el metal utilizado debe ser más blando que la brida — con el fin de garantizar que la brida no se deforme e impida así el sellado con futuras juntas. Aun así, estas juntas han encontrado un hueco en la industria.

### Juntas enrolladas en espiral
Las juntas enrolladas en espiral comprenden una mezcla de material metálico y de relleno. Generalmente, la junta tiene un metal (normalmente rico en carbono o acero inoxidable) enrollado hacia fuera en una espiral circular (son posibles otras formas) con el material de relleno (generalmente un grafito flexible) enrollado de la misma manera pero empezando por el lado opuesto. El resultado es una alternancia de capas de relleno y metal. El material de relleno de estas juntas actúa como elemento de sellado, mientras que el metal proporciona el soporte estructural.
Estas juntas han demostrado ser fiables en la mayoría de las aplicaciones, y permiten fuerzas de sujeción más bajas que las juntas sólidas, aunque con un coste más elevado.

### Juntas de tensión de asiento constante
La junta de tensión de asiento constante consta de dos componentes: un anillo portador sólido de un material adecuado, como el acero inoxidable, y dos elementos de sellado de algún material comprimible instalados dentro de dos canales opuestos, un canal a cada lado del anillo portador. Los elementos de sellado suelen estar hechos de un material (grafito expandido, politetrafluoroetileno expandido (PTFE), vermiculita, etc.) adecuado para el fluido de proceso y la aplicación.
Las juntas de tensión de asiento constante deben su nombre al hecho de que el perfil del anillo portador tiene en cuenta la rotación de la brida (desviación bajo precarga del tornillo). Con todas las demás juntas convencionales, cuando se aprietan los tornillos de la brida, ésta se desvía radialmente bajo carga, lo que da lugar a la mayor compresión de la junta, y a la mayor tensión de la misma, en el borde exterior de la junta.
Dado que el anillo portador utilizado en las juntas de tensión de asiento constante tiene en cuenta esta desviación al crear el anillo portador para un tamaño de brida, una clase de presión y un material determinados, el perfil del anillo portador puede ajustarse para permitir que la tensión de asiento de la junta sea radialmente uniforme en toda el área de sellado. Además, dado que los elementos de sellado están totalmente confinados por las caras de la brida en canales opuestos en el anillo portador, cualquier fuerza de compresión en servicio que actúe sobre la junta se transmite a través del anillo portador y evita cualquier compresión adicional de los elementos de sellado, manteniendo así una tensión de asiento de la junta "constante" mientras está en servicio. De este modo, la junta es inmune a los modos de fallo habituales de las juntas, que incluyen la relajación por fluencia, las altas vibraciones del sistema o los ciclos térmicos del mismo.
El concepto fundamental que subyace a la mejora de la capacidad de sellado de las juntas de tensión de asiento constante es que (i) si las superficies de sellado de la brida son capaces de lograr un sellado, (ii) los elementos de sellado son compatibles con el fluido del proceso y la aplicación, y (iii) se logra la suficiente tensión de asiento de la junta en la instalación necesaria para lograr un sellado, entonces la posibilidad de que la junta tenga fugas en servicio se reduce considerablemente o se elimina por completo.

### Juntas de doble camisa
Las juntas de doble camisa son otra combinación de material de relleno y materiales metálicos. En esta aplicación, se hace un tubo con extremos que se asemejan a una "C" del metal con una pieza adicional hecha para encajar dentro de la "C" haciendo que el tubo sea más grueso en los puntos de encuentro. La masilla se bombea entre la carcasa y la pieza. Cuando se utiliza, la junta comprimida tiene una mayor cantidad de metal en las dos puntas donde se produce el contacto (debido a la interacción entre la cáscara y la pieza) y estos dos lugares soportan la carga del sellado del proceso. Dado que todo lo que se necesita es una carcasa y una pieza, estas juntas pueden fabricarse con casi cualquier material que pueda hacerse en forma de lámina y luego puede insertarse un relleno.

### Juntas de perfil Kamm
Las juntas Kammprofile (a veces deletreadas Camprofile) se utilizan en muchas juntas antiguas ya que tienen tanto una naturaleza flexible como un rendimiento fiable. Las Kammprofiles funcionan al tener un núcleo corrugado sólido con una capa de recubrimiento flexible. Esta disposición permite una compresión muy alta y un sellado extremadamente hermético a lo largo de las crestas de la junta. Dado que, por lo general, es el grafito el que falla en lugar del núcleo metálico, Kammprofile puede repararse durante la inactividad posterior. Kammprofile tiene un alto coste de capital para la mayoría de las aplicaciones, pero esto se ve contrarrestado por la larga vida útil y la mayor fiabilidad.

### Juntas Fishbone
Las juntas Fishbone son reemplazos directos de las juntas Kammprofile y Spiralwound. Se fabrican totalmente con máquinas CNC a partir de materiales similares, pero el diseño de las juntas ha eliminado las deficiencias inherentes. Las juntas de espina de pescado no se desenrollan en el almacenamiento o en la planta. Los bordes redondeados no causan daños en las bridas. El "escalón de parada" añadido evita que las juntas Fishbone se compriman o aplasten en exceso, lo que a menudo se debe a las técnicas de torsión en caliente durante la puesta en marcha de la planta. Los huesos de la junta siguen siendo dúctiles y se ajustan a los ciclos térmicos y a los picos de presión del sistema, lo que da como resultado un sello de brida duradero y fiable que supera significativamente a todas las demás juntas de esta naturaleza.

### Junta de brida

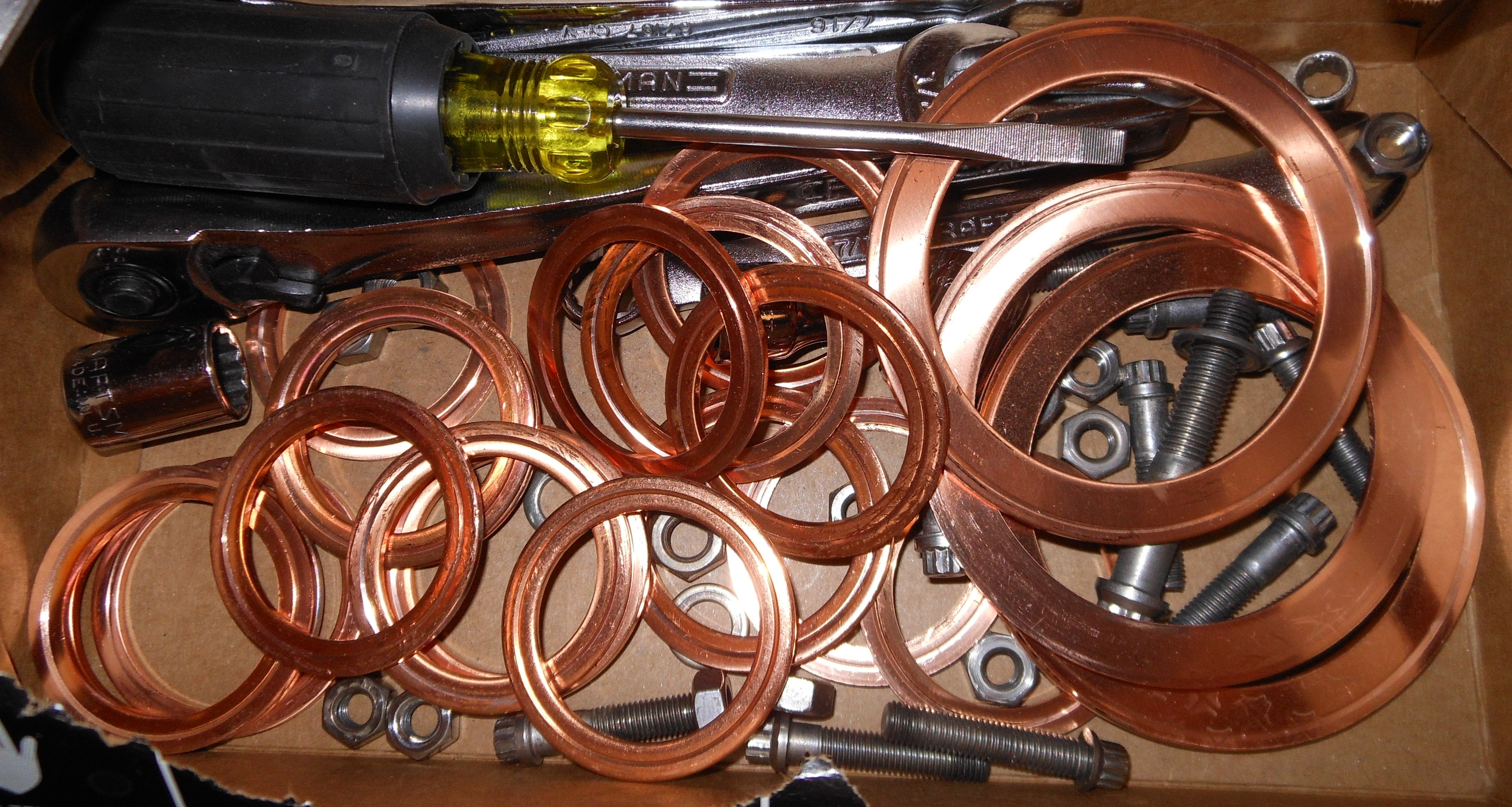
Juntas de brida de cobre usadas para sistemas de ultra alto vacío.

Una junta de brida es un tipo de junta hecha para encajar entre dos secciones de tubería que están abocinadas para proporcionar una mayor superficie.
Las juntas de brida vienen en una variedad de tamaños y se clasifican por su diámetro interior y su diámetro exterior.
Hay muchas normas en materia de juntas para bridas de tuberías. Las juntas para bridas pueden dividirse en cuatro grandes categorías:
1. Juntas de chapa
2. Juntas de metal corrugado
3. Juntas de anillo
4. Juntas en espiral

Las Juntas de lámina son sencillas, se cortan a medida con agujeros para tornillos o sin agujeros para tamaños estándar con varios espesores y materiales adecuados a la presión del medio y la temperatura de la tubería.
Las Juntas de anillo también se conocen como RTJ. Se utilizan sobre todo en oleoductos y gasoductos en alta mar y están diseñadas para trabajar a una presión extremadamente alta. Se trata de anillos metálicos macizos con diferentes secciones transversales, como ovalada, redonda, octogonal, etc. A veces vienen con un agujero en el centro para la presión.
Las Juntas enrolladas en espiral también se utilizan en tuberías de alta presión y están fabricadas con anillos exteriores e interiores de acero inoxidable y un centro relleno de cinta de acero inoxidable enrollada en espiral junto con grafito y PTFE, formado en forma de V. La presión interna actúa sobre las caras de la V, forzando a la junta a sellar contra las caras de la brida. La mayoría de las aplicaciones de juntas en espiral utilizan dos grosores de junta estándar: 1/8 de pulgada y 3/16 de pulgada. Con juntas de 1/8 de pulgada de espesor, se recomienda comprimir hasta un espesor de 0,100 pulgadas. Para las de 3/16 pulgadas, se debe comprimir hasta un grosor de 0,13 pulgadas.

### Junta de corte suave
Junta blanda es un término que se refiere a una junta que se corta de un material de lámina blanda (flexible) y que puede ajustarse fácilmente a las irregularidades de la superficie, incluso cuando la carga del perno es baja. Las juntas blandas se utilizan en aplicaciones como intercambiador de calor, compresores, válvulas de capó y bridas de tuberías.

### Junta anular (Junta RTJ)
La junta anular (junta RTJ) es una junta de alta integridad, alta temperatura y alta presión para aplicaciones en la industria petrolera, perforación de campos petrolíferos, conexiones de recipientes a presión, tuberías, válvulas y más.
El movimiento de la empaquetadura anular (RTJ) puede describirse como un flujo irregular en la ranura de la brida de sellado deformada debido a la carga de compresión axial. La empaquetadura de color (RTJ) tiene una pequeña área de carga, lo que conduce a una gran presión superficial entre la superficie de sellado y la ranura, las propiedades de mantenimiento son pobres y no son adecuadas para su reutilización.

## Causas de falla

### Fuerza de presión distribuida de manera desigual
La presión desigual puede deberse a una variedad de factores. Primero está el factor humano: la aplicación asimétrica de la precarga del perno, esto puede causar una presión desigual. Teóricamente, cuando se presionan las bridas, las superficies de sellado son absolutamente paralelas; sin embargo, en la práctica, la línea central de una tubería no puede ser absolutamente concéntrica, y apretar los pernos en el momento de la brida hace que la brida sea una discontinuidad. Con conexiones asimétricas, las superficies de sellado estarán más o menos deformadas y la presión reducida, la carga de funcionamiento, propensa a fugas. En tercer lugar, la densidad de la disposición de los pernos tiene un impacto obvio en la distribución de la presión, cuanto más cerca estén los pernos, más uniforme será la presión.

### Relajación del estrés y pérdida de torque
Apriete los tornillos de la brida. Debido a la vibración, los cambios de temperatura y otros factores, como la relajación de la tensión de la junta enrollada en espiral, la tensión del perno disminuirá gradualmente, lo que provocará una pérdida de torque y una fuga. En general, los pernos más largos y los diámetros de perno más pequeños son mejores para prevenir la pérdida de torque. Un perno largo y delgado es una forma eficaz de evitar la pérdida de torque. Calentar durante un cierto período de tiempo para estirar el perno y luego mantener un par dado, es muy efectivo para prevenir la pérdida de par. Cuando la junta sea más delgada y más pequeña habrá una mayor pérdida de torque. Además, evite las vibraciones fuertes de la máquina y la propia tubería, y aíslelos de las vibraciones de los equipos adyacentes. Los impactos en la superficie de sellado no son insignificantes. No impactar los pernos apretados puede evitar la pérdida de torque.

### Superficie irregular
Es importante que el sellado finalice correctamente, de lo contrario se producirán fugas. Una superficie demasiado lisa puede permitir que el material de la junta salga bajo presión. Una superficie que no se mecaniza de forma plana puede proporcionar vías de fuga. Una buena regla general es una superficie mecanizada a 32RMS. Esto asegura que la superficie sea plana, pero con suficiente acabado superficial para morder la junta bajo compresión.

### Junta reforzada con metal
Con juntas recubiertas de núcleo de metal, ambos lados del núcleo están cubiertos con un sellador flexible y maleable. Hay sellos de metal reforzado en la clase de presión hasta 300. Un núcleo de metal fuerte evita los sellos de presión y un núcleo blando asegura un sellado excepcional.